# Bad Neighbors
Bad Neighbors (Originaltitel: Neighbors) ist eine US-amerikanische Filmkomödie mit Seth Rogen, Zac Efron, Rose Byrne und Dave Franco in den Hauptrollen. Regie führte Nicholas Stoller, das Drehbuch wurde von Andrew J. Cohen und Brendan O’Brien geschrieben. Der Spielfilm startete am 8. Mai 2014 in den deutschen und am 9. Mai 2014 in den US-amerikanischen Kinos.

## Handlung
Das Ehepaar Mac und Kelly Radner lebt mit seinem Baby Stella ein ruhiges Leben, bis im Nachbarhaus die Fraternity (dt. Studentenverbindung) Delta Psi Beta (ΔΨΒ) einzieht. Die jungen Eltern befürchten schlaflose Nächte durch die partywütigen Studenten. Nicht zu Unrecht, denn die vorherige Bude war bei einer Party in Brand geraten und abgebrannt. Der Verbindungspräsident Teddy Sanders plant zudem, sich durch ein wirklich spektakuläres Fest auf der Ehrentafel zu verewigen. In einem ersten Gespräch äußern Mac und Kelly die Bitte, nicht zu laut zu sein. Nach der Eröffnungsfeier, an der die Radners als Gäste teilnehmen, einigt man sich, bei Problemen nicht die Polizei zu verständigen, sondern das direkte Gespräch zu suchen.
Doch bald kommt die Nacht, in der mehrmalige Anrufe nichts nützen und Mac telefonisch die Polizei kontaktiert. Die Studenten rächen sich für diesen Bruch des Abkommens mit diversen Streichen und extra lauten Partys. Zudem wird der Müll in den Garten des Paares geworfen, wodurch Stella in Berührung mit einem Kondom kommt. Im Zuge einer Beschwerde bei der zuständigen Dekanin Gladstone erfahren sie nur, dass die Universität lediglich negative Schlagzeilen hasse und die Verbindung erst bei der dritten geschlossen werde. Der Brand war die erste gewesen.
Zuerst versucht Mac die Studenten durch einen von ihm erzeugten „Wasserrohrbruch“ zu vertreiben. Doch diese treiben durch den Verkauf von selbst hergestellten Dildos nicht nur die Reparaturkosten auf, sondern können sich noch einen Pool im Garten errichten lassen.
Dann kommt Kelly auf die Idee, die Studenten untereinander durch Zwietracht zu entzweien. Geplant wird, dass es zwischen Teddy und seinem Stellvertreter Pete Regazolli zum Vertrauensbruch durch Verletzung des brüderlichen Ehrenkodex kommt. Unter dem Vorwand, den Krieg beilegen zu wollen, begeben sich Kelly und Mac mit seinem Arbeitskollegen Jimmy Faldt und dessen Ex-Frau Paula zur nächsten Party, wo Kelly mit viel Schnaps erreicht, dass Pete mit Teddys Freundin ins Schlafzimmer geht, wo Teddy sie in flagranti überrascht. In der darauf folgenden Rauferei rollt ein tonnenförmiger Grill auf die Straße, wird von einem Auto erfasst und verletzt einen vorbeigehenden Professor. Dies gibt die erhoffte zweite negative Schlagzeile. Die Dekanin setzt die Studentenverbindung bis zum Semesterende „auf Bewährung“, weshalb die Gruppe auf lautstarke Partys verzichten muss. Teddy verzeiht Pete, dem die berufliche Zukunft wichtiger ist als Delta Psi Beta.
Als Nächstes wollen Mac und Kelly die demütigenden Aufnahmerituale der Verbindung für ihre Mitgliedsanwärter publik machen. Dafür überreden sie einen Anwärter, „Arschsaft“ (Assjuice) genannt, Videobeweise mit einer Kamerabrille zu besorgen. Doch dieser Informant ist nicht zuverlässig und erzählt Teddy alles. Darauf beginnen die Aktionen der Studenten gegen die Familie brutal zu werden. Sie erreichen sogar eine kurzzeitige Trennung der Eheleute.
Man beschließt die dritte Negativschlagzeile zu bekommen, indem sich die Verbindung in vermeintlicher Sicherheit wähnt. Mit einem von Jimmy gefälschten Brief, in dem die Dekanin angeblich die Bewährung aufhebt, erreichen sie, dass Teddy und Pete eine große Abschlussparty ansetzen. Mac, Kelly und ihre Freunde laden auf eigene Faust zusätzliche Gäste ein, damit möglichst viele Personen in dieser Nacht erscheinen. Der Plan gelingt zuerst, doch kurz vor dem Eintreffen der Polizei entdecken die Studenten die Fälschung des Briefes und brechen die Feier noch rechtzeitig ab. Teddy deaktiviert umgehend den Hauptschalter des Hauses und damit die Musik- und Lichtanlage und schickt die Partygäste weg. Den Radners gelingt es jedoch, ins Haus einzudringen, Feuerwerkskörper auf die Polizeistreife abzuschießen und den Hauptschalter wieder einzuschalten. Dabei stürzt sich Jimmy sogar als Ablenkung vom ersten Stock des Hauses. In der Folge wird das Haus von der Polizei geräumt, Teddy verhaftet und die Verbindung endgültig geschlossen. Teddy übernimmt die Verantwortung und schickt Pete weg, um dessen Karriere nicht zu gefährden.
Jimmy und Paula kommen während der Aktion wieder zusammen und beschließen auch ein Kind haben zu wollen. Teddy arbeitet mangels Erfolg an der Universität als Oben-ohne-Modell bei Abercrombie & Fitch und Mac und Kelly können sich wieder ganz ruhig dem Familienleben widmen.

## Kritik
Der Film erreichte in der IMDb eine Bewertung von 6,3 von 10 möglichen Sternen (bei 279.366 Bewertungen am 13. Juli 2020). Auf Metacritic hält er einen Metascore von 68 von 100 möglichen Punkten. Die Redaktion von Filmstarts.de vergab 3,5 von 5 möglichen Sternen.
Die Kritiker bei Quotenmeter meinen: „Unter Berücksichtigung der Erwartungshaltung an ‚Bad Neighbors‘ – Trailern und Werbekampagnen zufolge nicht mehr und nicht weniger als eine auf viel Slapstick und Situationskomik setzende Komödie – tut der Film all das, was er soll, um in seinem Genre zu bestehen. A[n]drew J. Cohen und Brandon O’Brien […] geben ein sehr hohes Tempo vor und überzeugen vor allem in Sachen Dynamik; sowohl unter den einzelnen Darstellern, als auch im Storyverlauf. Zudem lässt Regisseur Nicholas Stoller auf der Leinwand viel passieren. Wenn der Plot gerade keine drehbuchbedingten Sprünge macht, überzeugt Stollers Inszenierung durch überbordende Bilder und visuellen Humor. […] Zwar sind viele der Gags neu und in der hier dargebrachten Form tatsächlich richtig komisch – […] gleichzeitig krankt das Skript an den schwach geschriebenen Charakteren. Fazit: ‚Bad Neighbors‘ hat die guten Gags, um als Komödie zu funktionieren. Leider verliert die Ausgangslage ihren Reiz schneller, als es die Trailer vorab ankündigten.“
Rupert Koppold bei der Stuttgarter Zeitung schreibt: „Für eine Quatschkomödie hat ‚Bad Neighbors‘ ein ganz schön pfiffiges Thema. Was machen Leute, die sich gerade noch selbst über ihre Lust am Abfeiern definiert haben, wenn sie Eltern werden – und die Abfeierer nebenan das Baby wecken?“
Kino.de kommt zu dem Urteil: „Zum Brüllen komisch, dieser wahnwitzige Kleinkrieg, bei dem es keine Sieger geben kann. Comedy-Experte Nicholas Stoller […] zieht eine hinreißend eskalierende Nummernrevue ab. Das Tempo der ausgedehnten und mit allen verfügbaren Mitteln gefochtenen Schlacht zwischen Seth Rogen […] und Zac Efron […] ist rasend hoch, die Gags sitzen, und zwischendrin bleibt noch Platz für den ein oder anderen klugen Gedanken.“

## Fortsetzung
Die Fortsetzung Bad Neighbors 2 erschien im Mai 2016.